# Lennart Engström
Lennart Engström, född 19 november 1912 i Varberg, död där den 4 april 1981, var en svensk tjänsteman och textförfattare. 
Engström var i varierande befattningar chefstjänsteman på cykelfabriken Monark. Han var den som stod för de festarrangemang som ingick i företagets policy under en följd av år. Otaliga är de visor han diktat i samband med jubileer, klockfester och celebra besök, många av dem bevarade under namnet "Monark Blues". 
Han skrev texten till "Vals i Bris", där Nils Holmström svarade för musiken. Valsen ger en stämningsbild från Skrivareklippan och kan ses som en hyllning till kamratandan i KK Bris, en klubb som låg Engström varmt om hjärtat.